# Rellotge lackschild

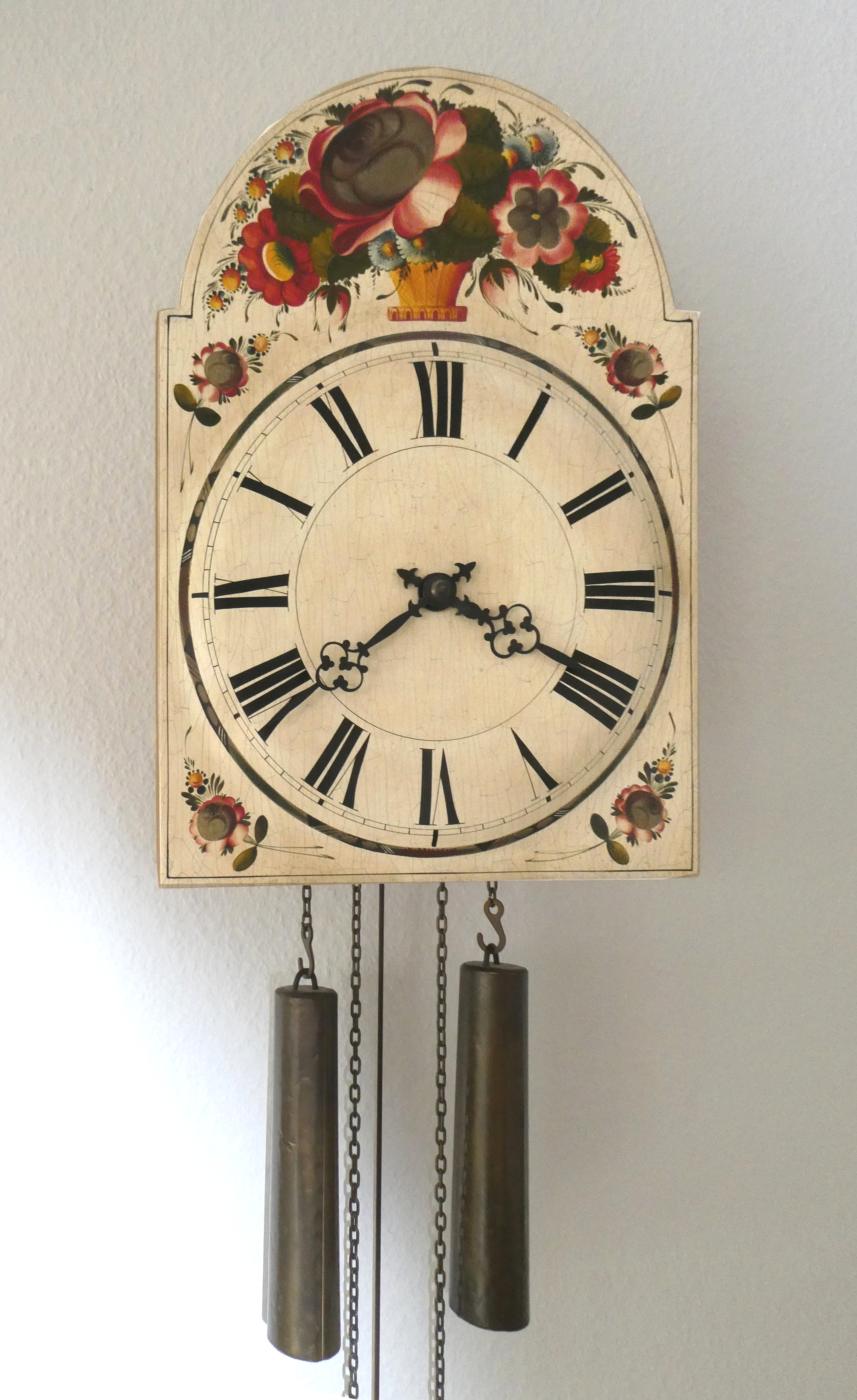
Rellotge Lackschild de 1989

El rellotge lackschild, rellotge d'escut lacat o rellotge de ratera, és un tipus de rellotge desenvolupat a la Selva Negra amb un escut de fusta pintat, en la parte superior, normalment semicircular, que va tenir molta difusió entre 1780 i 1880. És probablement el testimoni més conegut dels rellotges de la Selva Negra.
Els rellotges de placa lacada de paret es van començar a fabricar Cap a finals del segle xviii. Tenien el panell frontal de fusta lacat pintat a mà, i rebien el nom de Lack-Schilderuhr. A Catalunya van tenir una gran difusió durant tot el segle xix i se'ls va donar l'apel·latiu de "Rellotges de Ratera" amb un plausible motiu com origen del nom, atès que els importava de la Selva Negra la família de rellotgers Ratera d'Igualada (tot i que hi ha una versió que diu que era per la similitud amb les rateres de fusta.)
Els rellotges Lackschild, com altres rellotges de la Selva Negra, van ser exportats a nombrosos països, com Espanya, França, Anglaterra i Suècia, on la Selva Negra tenia una densa xarxa de distribució comercial. Però també van trobar grans vendes en països més llunyans com l'Imperi Otomà o Rússia, des d'on van fer el camí cap a la Xina.

## Història

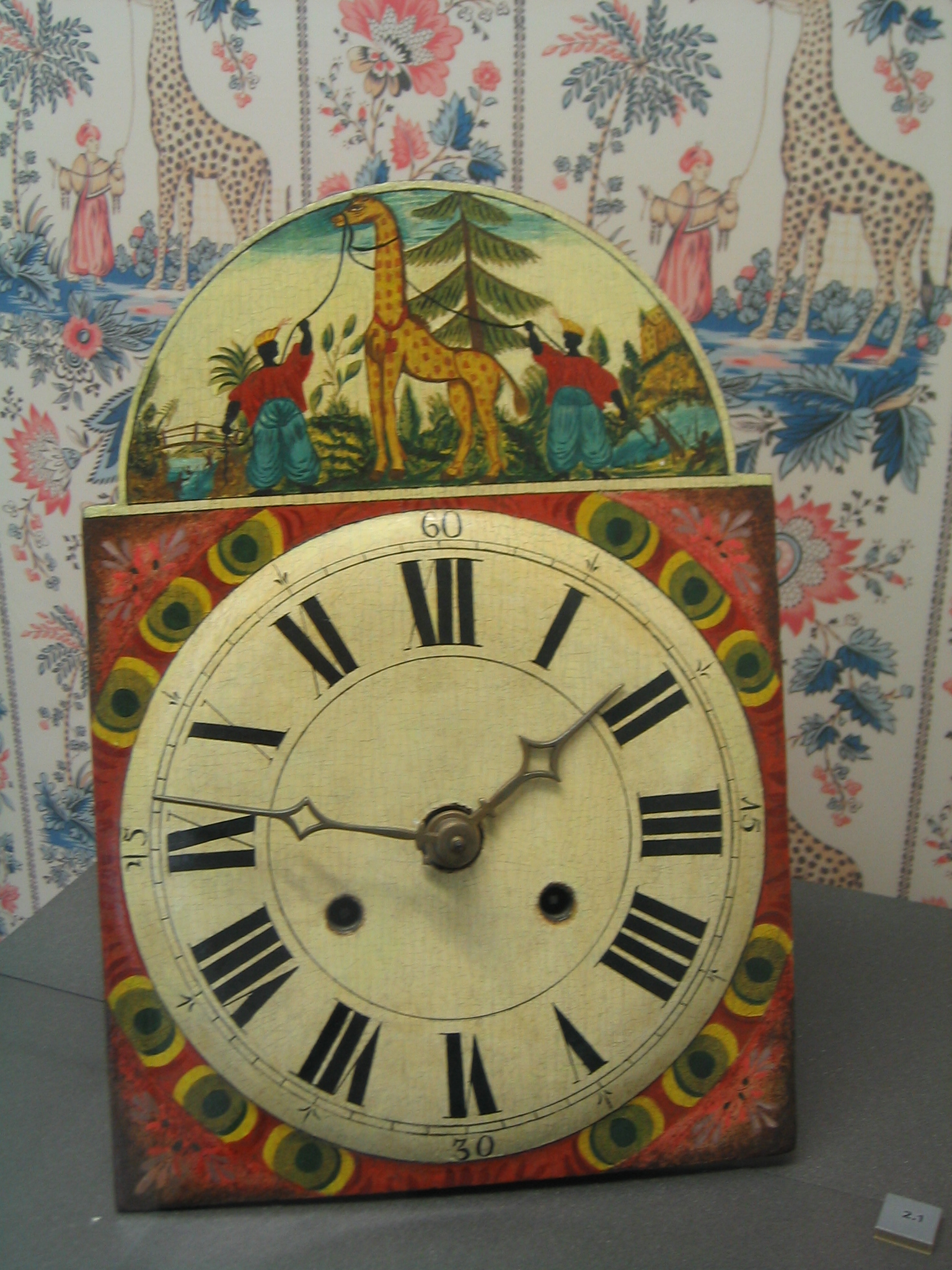
Un rellotge d'escut lacat amb un motiu colonial al Museu del Rellotge Alemany de Furtwangen

A partir de 1770, van aparèixer a la Selva Negra, els primers rellotges pintats amb pintura a l'oli. Tanmateix, els pintors de rètols de la regió van trigar gairebé 30 anys en trobar els materials i els processos per fer els rètols de fusta atractius i duradors. El nom Lackschild prové de la invenció de la "laca seca" de Kajetan Kreuzer (1780/1790). De fet, aquest terme no es refereix al recobriment protector de les plaques frontals del rellotge, com s'afirma erròniament, sinó al segellat de guix que s'aplica abans de donar la capa de pintura superficial dels rètols, que és el que va donar el seu nom als rellotges. Des de la primera meitat del XIX fins a finals del segle, els rètols de fusta pintats a mà van ser el segell distintiu dels rellotges de la Selva Negra.
Un tipus especial de rellotge de la Selva Negra, que sovint es combinava amb les caixes de rètols lacats, és l'anomenat Black Forest Surrer. Té un timbre de 4/4 (Grand Sonnerie) i sona cada quart d'hora (el primer 1 cop, després 2 cops, 3 cops i 4 cops) i finalment les campanades de l'hora completa. El nom "Surrer" es refereix al so de zumzeig que s'escolta especialment quan el rellotge toca un nombre baix d'hores (1 quart de dues) ja que la roda arrossegadora ha de tornar a la seva posició inicial després de cada campanada. En la majoria dels casos i en models més antics, aquests moviments tenen un regulador de papallona vertical en lloc d'un d'horitzontal. Aquests moviments no disposen de disc de bloqueig, la qual cosa té l'avantatge de que la seqüència de soneria es pot fer sonar manualment.

## Fabricació

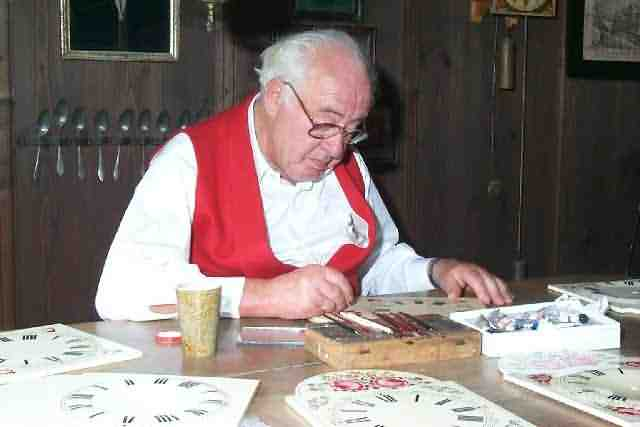
Un pintor de plaques de rellotge treballant

Tot el frontal incloent l'escut superior, fet generalment amb fusta d'avet, es remullava amb aigua de calç per poder donar-li una imprimació de guix en pols. Un cop assecat, s'hi aplicaven varies capes de plom blanc dissolt en vernís de trementina, després es tornava a assecar i es polia. A continuació, es pintaven els números del rellotge amb una plantilla abans d'afegir els altres elements decoratius fets a mà per part de pintors especialitzats en rètols. Finalment, s'aplicava un vernís de goma laca dissolta en trementina i es polia amb un drap sucat amb oli de llinosa, que li donava la lluentor típica de la laca.
Hi ha sis mides rellotges, amb les xifres que indiquen la mida de la part de l'escut que sobresurt, en polzades quadrades: 5, 7, 9, 10, 11 i 12. També es poden distingir segons el temps que dura la corda i s'han de tornar a enrotllar les peses, de manera que hi ha rellotges de 12 hores, 24 hores i 8 dies; aquests últims van aparèixer cap al 1830.

## Decoració
L'escut superior estava especialment indicat per a l'elaboració decoració artesanal creativa, on s'hi poden trobar especialment rètols amb decoracions florals, però també nombroses altres representacions de paisatges campestres, etc... A més, Normalment hi ha dues o quatre columnes al costat de l'esfera de les hores; de no ser-hi, les cantonades s'acostumaven a decorar amb motius florals.
A causa de les vendes massives, les pintures rarament eren de gran qualitat, tot i que els pintors de rellotges individuals es van fer un nom amb les seves habilitats. Cap al 1845 van aparèixer les calcomanies que representaven paisatges o ciutats. El disseny dels rètols seguia les tendències de la moda i sovint agafava esdeveniments d'actualitat, com un rètol amb una girafa i dues "figures morisques", que va ser dissenyat el 1827 en temps de Carles X amb motiu de l'exposició de la girafa Zarafa